# ماثيو تومسون
ماثيو تومسون (16 يوليو 1974 - ) (بالإنجليزية: Matthew Thompson)‏ هو لاعب كريكت بريطاني.